# تاج آهنین
تاج آهنین (انگلیسی: The Iron Crown) فیلمی سیاه‌وسفید به کارگردانی آلساندرو بلازتی محصول سال ۱۹۴۱ است.

## بازیگران
- الیزا کگانی در نقش the mother of Elsa & Elsa
- لوئیزا فریدا در نقش Kavaora, mother of Tundra & Tundra
- رینا مورلی در نقش the wise old woman
- جینو چروی در نقش Sedemondo, the king of Kindaor
- ماسیمو جیروتی در نقش Licinio & Arminio, his son
- اسوالدو والنتی در نقش Eriberto
- پائولو استوپا در نقش Trifilli
- پریمو کارنرا در نقش Klasa, the servant of Tundra
- دینا پربلینی در نقش Elsa's nurse

دوبله
- گوالتیرو د آنجلیس	 ... 	voice dubbing: Massimo Girotti, role of "Arminio" only (در عنوان‌بندی نیامده)
- لائورو گادزولو ... 	voice dubbing: Osvaldo Valenti (در عنوان‌بندی نیامده)
- آگوستو مارکاچی ... 	voice dubbing: Massimo Girotti, role of "Licinio" only (در عنوان‌بندی نیامده)
- چزاره پولاکو ... 	voice dubbing: Primo Carnera (در عنوان‌بندی نیامده)
- جووانا اسکوتو ... 	voice dubbing: Dina Perbellini (در عنوان‌بندی نیامده)